# جمال الدين الوطواط
الوَطٌوَاط (632 هـ - 718 هـ / 1235م - 1318م)، عالم وأديب مترسل من العلماء، من أهل مصر.
هو جمال الدين، محمد بن إبراهيم بن يحيى بن علي المروي الأنصاري، الوراق الكتبي المشهور بالوطواط. كانت صناعته الوراقة وبيع الكتب. مولده ووفاته بالقاهرة.

## آثاره
من آثاره «غرر الخصائص الواضحة وعرر النقائص الفاضحة» وقد قام بتلخصيه علي بن محمد بن علي الشهير بابن أبي قصيبة الحسيني الغزالي المتوفى سنة 910هـ وسماه خالصة عقد الدرر من خلاصة عقد الغرر، الذي أشرف على تحقيقه عبد المولى هاجل، ونشره ببيروت. و «مناهج الفكر ومباهج العبر» و هو كتاب علمي موسوعي.